# Mc Pressure
Daniel Smith, conocido por su nombre artístico Pressure, (Adelaide, South Australia, 
19 de diciembre de 1977) es un rapero australiano que se desempeña como uno de los MCs del grupo de hip hop Hilltop Hoods, formado en Adelaide, Australia del Sur. 

## Primeros años
Nacido en Adelaide, Australia del Sur, Pressure fue a Blackwood High School en el área de las colinas de Adelaide y Suffa (Matt Lambert), su futuro compañero de la banda, era un compañero de estudios. Los dos establecieron una amistad basada en un terreno musical común y luego se encontraron con el tercer miembro de Hilltop Hoods, DJ Debris (Barry Francis ).

## Carrera musical
Junto con Suffa y DJ Next (luego reemplazado por DJ Debris), fsdafsdfsdsfdfasf adsf Pressure formó Hilltop Hoods en 1991, un trío que desde entonces se ha convertido en uno de los grupos de hip hop más populares de Australia, con seis lanzamientos de álbumes, un sello discográfico y más de 500.000 fanáticos de Facebook (a partir de febrero de 2013). Con respecto al éxito que han logrado los Hilltop Hoods, Pressure ha declarado que el grupo ha hecho un esfuerzo concertado para distinguir la "creencia propia de la importancia personal", explicando que "odiaría pensar que las personas nos ven como arrogantes". Así somos como personas y se reflejo en la música. Somos personas seguras y extrovertidas, pero escucho a algunos raperos y pienso: 'Eso es tan arrogante, solo inclina la cabeza, amigo ".  
Después de que el álbum de The Hilltop Hoods The Calling figurara en el puesto número 23 en la encuesta "Los 100 mejores álbumes australianos de todos los tiempos", realizada por la estación de radio nacional australiana Triple J, Pressure y Suffa revelaron en una entrevista con la publicación de la revista de la estación que el dos compañeros de banda se han involucrado constantemente en una discusión importante durante la producción de cada uno de los álbumes del grupo. Mientras se reía, Presión reveló durante la entrevista: "No es un récord si no hemos tenido un gran estallido durante la realización".
 

Para el séptimo álbum de estudio de los Hilltop Hoods, Walking Under Stars, Smith compuso la canción "Through the Dark" sobre la lucha de su hijo con el cáncer y explicó en una entrevista promocional, publicada el 6 de agosto de 2014: 
 Escribir esa canción es una de las cosas más difíciles que yo hice. . . Lo escribí y reescribí y reescribí a lo largo de su terapia y él respondió muy bien al tratamiento, por lo que se convirtió en una canción de esperanza y perseverancia. 
 A la fecha de la entrevista, el hijo de Smith no había escuchado la canción, ya que "quiere esperar a que salga el álbum antes de escucharlo". Smith dijo: "Podría tener que salir de la habitación ... podría ser un poco demasiado".
Smith reveló en una entrevista de radio en octubre de 2014 que el evento Splendor In The Grass es su festival fav fsdfsafsdafasfdfadsforito en Australia.

## Golden Era records
Como parte de su papel dentro de Hilltop Hoods, Pressure participó en la fundación del sello de hip hop australiano Golden Era Records (GE) . Lanzado en 2009, con el lanzamiento del quinto álbum completo de Hilltop Hoods State of the Art, la lista del sello también incluye K21, Funkoars, Vents, Briggs y Adfu. Según el sitio web de GE, el sello "no se estableció para lanzar discos de retroceso; en cambio, esperamos hacer música que te devuelva a la forma en que te sentiste durante la era dorada del Hip Hop". Cualquier año que haya sido para ti " 

## Vida personal
Vendió una casa en Flagstaff Hill.
Su hijo, Liam fue diagnosticado con leucemia en febrero de 2013, pero estaba en remisión en agosto de 2014. Smith explicó en agosto de 2014, luego del lanzamiento de Walking Under Stars : "Ahora está bien, está haciendo cosas normales para niños, yendo a la escuela y cosas así". Y no hay signos del cáncer ".